# Diepeschrath
Diepeschrath oder Diepeschrather Mühle ist ein Ortsteil im Stadtteil Hand von Bergisch Gladbach. Dort befindet sich ein Lokal mit Hotel sowie eine Reitanlage.

## Geschichte
Den alten Namen Diepeschrath (1356 Depiltzrode) verzeichnet das Urkataster in der Form Debischrott. Der frühmittelalterlichen Hofgründung war eine Mahlmühle angeschlossen. Im Jahr 1356 trug sie als Lehnshof des Paffrather Fronhofs den Namen Depiltzrode.
1454 wurde der Hof von den Erben von Haus Blech dem Kloster Dünnwald verkauft, zu dessen Pfarrsprengel der Hof bis in das 19. Jahrhundert gehörte. Carl Friedrich von Wiebeking benennt die Mühle auf seiner Charte des Herzogthums Berg 1789 als Diepelrath. Aus ihr geht hervor, dass Diepeschrath zu dieser Zeit Teil der Honschaft Paffrath war.
Unter der französischen Verwaltung zwischen 1806 und 1813 wurde das Amt Porz aufgelöst und Diepeschrath wurde politisch der Mairie Gladbach im Kanton Bensberg zugeordnet. 1816 wandelten die Preußen die Mairie zur Bürgermeisterei Gladbach im Kreis Mülheim am Rhein. Mit der Rheinischen Städteordnung wurde Gladbach 1856 Stadt, die dann 1863 den Zusatz Bergisch bekam.
Der Ort ist auf der Topographischen Aufnahme der Rheinlande von 1824 als Depirchrath und auf der Preußischen Uraufnahme von 1840 als Debischrather Mühle verzeichnet. Ab der Preußischen Neuaufnahme von 1892 ist er auf Messtischblättern regelmäßig als Diepeschrath oder ohne Namen verzeichnet. Die heutige Restauration ist erstmals auf der Karte von 1936 eingezeichnet.
Die Hofstelle zählte 1858 10 Einwohner.
| Jahr | Einwohner | Wohn- gebäude | Kategorie                        | kirchliche Zugehörigkeit           |
| ---- | --------- | ------------- | -------------------------------- | ---------------------------------- |
| 1830 | 11        |               | Mahlmühle                        | Pfarrgemeinde Dünnwald             |
| 1845 | 13        | 1             | Ackergut mit Frucht- und Ölmühle | Pfarrgemeinde Dünnwald             |
| 1871 | 9         | 1             | Einzelhaus                       | Diebischrath gen.                  |
| 1885 | 3         | 1             | Wohnplatz                        | katholische Pfarrgemeinde Paffrath |
| 1895 | 5         | 1             | Wohnplatz                        | katholische Pfarrgemeinde Paffrath |
| 1905 | 6         | 1             | Wohnplatz                        | katholische Pfarrgemeinde Paffrath |

## Ausflugsgaststätte
Mitte der 1880er Jahre wird die Diepeschrather Mühle erstmals als Ausflugsziel genannt. Von dem Haltpunkt Dellbrück an der 1868 eingeweihten Stichstrecke der Bergisch-Märkischen Eisenbahngesellschaft nach Bergisch Gladbach war die Mühle gut zu erreichen. Ganze Vereine reisten etwa aus Mülheim am Rhein per Sonderzug an und veranstalteten Feste und Wettkämpfe. Um 1910 wurde die Gaststätte aus der historischen Mühle in ein neu errichtetes Gebäude mit Saal verlegt, das umgeben wurde mit überdachten Freisitzen und einem Biergarten.

## Reiterhof
Um 1920 brannte die historische Mühle ab und wurde wieder aufgebaut.
Im Anschluss an den historischen Gutshof wurde in den 1990er Jahren eine moderne Reitanlage mit Ställen, Reithalle und Außenanlagen eingerichtet. Auch eine Gastronomie ist vorhanden. Das Unternehmen trägt den Namen "Landgut Diepeschrath".

## Umgebung
In den 1980er Jahren entstand unweit von Gutshof und Gaststätte ein Naherholungsgebiet mit 
Spielplatz, Fitnessparcour, Rodelberg und Verkehrsschule. Dort befindet sich auch eine Grillhütte.
Nördlich der Gaststätte wurden Fischteiche angelegt und das Forellenangeln angeboten.

## Etymologie
Das Grundwort rath (= Rodung) bezieht sich auf eine ursprüngliche Rodung. Bei dem Bestimmungswort, das sich im Laufe der Jahre mehrfach geändert hat, dürfte es sich um den Personennamen Dietbald oder den Sippennamen Dieper handeln.